# (4257) Ubasti
(4257) Ubasti (1987 QA) – planetoida z grupy Apollo okrążająca Słońce w ciągu 2 lat i 42 dni w średniej odległości 1,65 j.a. Została odkryta 23 sierpnia 1987 roku.